# Radwa Ashour
Radwa Ashour, née le 26 mai 1946, morte le 30 novembre 2014, est une romancière égyptienne.

## Biographie

### Enfance et Jeunesse
Radwa Ashour est née à El-Manial le 26 mai 1946. Après avoir étudié la Littérature Anglaise à     l'Université du Caire d'où elle obtient une maîtrise en Littérature Comparée , elle déménage aux États-Unis où elle obtient un doctorat  l'Université du Massachusetts à Amherst pour sa thèse qui porte  sur la littérature afro-américaine en 1975. Sa thèse est intitulée: The search for a Black poetics: a study of Afro-American critical writings.

### Carrière professionnelle et vie familiale
Elle devient chef du département de langue et de littérature anglaises à l'Université Ain Shams entre 1990 et 1993, au Caire.
Elle épouse le poète palestinien Mourid Barghouti en 1970, rencontré quelques années plus tôt à l'université, et met sa plume au service de la cause palestinienne. En 1977, elle donne naissance à son fils, le poète Tamim al-Barghouti,,.

### Fin de vie et décès
Elle remporte en 2007 le prix de littérature Constantin Cavafy. Elle meurt le 30 novembre 2014, à 68 ans,
,.
Google lui consacre un doodle le 26 mai 2018.

## Publications
- Atyäf, 1998. Traduction en anglais : Specters (trad. Barbara Romaine), Interlink Books, 2010,  (ISBN 978-1-56656-832-6)[2],[8]
- La Route vers l’Autre Tente, 1977
- Gibran et Blake , 1987
- Voyage : Mémoires d’une étudiante égyptienne en Amérique, 1983
- Les rapports de Madame R (تقارير السيدة راء), 2001Blue Lorries, Bloomsbury Qatar Foundation Publishing, 2014, 222 p. (ISBN 978-99921-94-48-5, lire en ligne)
- Une partie de l’Europe (قطعة من أوروبا), 2003
- Farag  ("فرج"), 2008
- Les chasseurs de la mémoire ( صيادو الذاكرة),2001
- Warm Stone, 1985
- Khadija and Sawsan, 1989
- I Saw the Date Palms, (nouvelles), 1989
- Granada : a novel, Syracuse University Press, 2003, 248 p. (ISBN 978-0-8156-0765-6, lire en ligne). Traduction en anglais de la Trilogie de Grenade, publiée initialement en 1994/1995, consacrée à la chute de l'émirat de Grenade, le dernier royaume islamique de l'Ibérie médiévale, puis aux décennies qui ont suivies la prise de Grenade par les armées d'Isabelle de Castille et de Ferdinand d'Aragon en janvier 1492, dont la période de l'inquisition.
- (en) Siraj  (trad. de l'arabe par Barbara Romaine), Austin (Tex.), University of Texas Press, 2007, 87 p. (ISBN 978-0-292-71752-7, lire en ligne)
- Tanturiah, publiée en 2010/2011, est l'une des oeuvres les plus connues de Radwa Ashour[9]

### En tant que directrice de rédaction
- (en) Encyclopaedia of Arab Women Writers, 1873–1999, Le Caire, American University in Cairo Press, 2008, 526 p. (ISBN 978-977-416-146-9, lire en ligne)

### Pages Connexes
- Mourad Al-Barghouti
- Tamim Al-Barghouti